# Drybrough Cup
De Drybrough Cup was een jaarlijks Schots voetbaltoernooi. Het werd gehouden van 1971 tot 1974 en werd nieuw leven ingeblazen van 1979 tot 1980. Het toernooi was bedoeld voor de vier hoogst scorende teams uit de Scottish Premier Division en de vier hoogst scorende teams uit de Scottish Football League First Division. Het toernooi kende drie rondes: de eerste ronde, een halve finale en finale. Het toernooi werd gehouden in de week voorafgaand aan het begin van het nieuwe competitieseizoen.
Het toernooi werd oorspronkelijk bedacht omdat de SFA niet toestond dat bestaande competities een titelsponsor hadden. De Drybrough-brouwerij omzeilde deze regel door een nieuw toernooi met hun eigen naam te organiseren.
In de edities van 1972, 1973 en 1974 werd een experimentele versie van de buitenspelregel toegepast. In de finale van 1979 scoorde Davie Cooper een doelpunt dat wordt beschouwd als een van de mooiste doelpunten ooit in een Old Firm-wedstrijd.

## Edities
| Seizoen | Land      | Winnaar   | Uitslag                  | Finalist   | Toeschouwers |
| ------- | --------- | --------- | ------------------------ | ---------- | ------------ |
| 1971    | Schotland | Aberdeen  | 2 – 1                    | Celtic     | 25.000       |
| 1972    | Schotland | Hibernian | 5 – 3 (na verlenging)    | Celtic     | 49.462       |
| 1973    | Schotland | Hibernian | 1 – 0 (na verlenging)    | Celtic     | 49.204       |
| 1974    | Schotland | Celtic    | 2 – 2 (na strafschoppen) | Rangers    | 57.558       |
| 1979    | Schotland | Rangers   | 3 – 1                    | Celtic     | 40.609       |
| 1980    | Schotland | Aberdeen  | 2 – 1                    | St. Mirren | 6.994        |